# Cầu diệp hoa thưa
Cầu diệp hoa thưa (danh pháp hai phần: Bulbophyllum laxiflorum) là một loài phong lan thuộc chi Bulbophyllum. Loài này phân bố hầu khắp Đông Nam Á.